# سيواس
مدينة سيواس أو سبسطية (بالتركية: Sivas سيواس، باليونانية: Σεβάστεια سيباستيا)، هي عاصمة محافظة سيواس، وتقع سيواس بين العاصمة أنقرة ومنطقة كارس، بين خطوط الطول 37.016110، وخطوط العرض 39.748330، وترتفع عن مستوى سطح البحر بمقدار 1.287م، وتتبعُ المدينة التوقيت الزمني EEST،
ووفقا لتقديرات عام 2011م، بلغ عدد سكانها 425,297 نسمة.

## التاريخ
نذكر أهمّ الأحداث التاريخية التي مرت على مدينة سيواس عبرَ السنين فيما يلي:
- نهاية القرن الثالث، أصبحت مدينةُ سيواس عاصمةً لأرمينيا الصغرى، تحت قيادة الإمبراطور دقلديانوس.
- القرن السادس، تمّ إعادة بناء الأسوار القديمة لمدينة سيواس، على يد الإمبراطور البيزنطي جستنيان الأول.
- عام ألف وواحد وعشرين تنازل الملك الأرمني فسبوراكان عن سيطرته على المدينة للإمبراطور باسل الثاني، وقد أصبح نائبَ الملك البيزنطي لسباستيا.
- عام ألف ومئة واثنين وسبعين، وقعت المدينة تحتَ سيطرة السلاجقة.
- في عام ألف وتسعمئة وتسعة عشر، استضافت المدينةُ المؤتمرَ الوطني الثاني الذي نظمهُ مصطفى كمال.
- أواخر القرن السادس عشر، تمرّد أحدُ الأكراد الذي يعود أصله إلى عشيرة جلالي على الدولة العثمانية، بالقرب من مدينة سيواس، وعلى إثر ذلك جهّز باشا سيواس جيشاً كبيراً للرّد على هذا التّمرد، ولكنَّ أزيج الكردي استطاع هزيمة الباشا، وقد طارده حتى وقع في شباكه في مدينة سيواس

### سيواس والدولة العثمانية
تعرف بوجود ضريح الأمير بايزيد ابن السلطان سليمان القانوني وأولاده.

## الجغرافيا

### كيف نصل إلى سيواس؟
يمكن للزوار الوصول إلى سيواس، عن طريق الخطوط الجوية، حيث أن هناك رحلات يومية من إسطنبول وأنقرة، إلى مطار سيواس Sivas Nuri Demirağ، وبتواتر أقل، يتم أحيانا تقديم الرحلات الجوية من مختلف أنحاء تركيا، إلى سيواس، وتحديدا في الصيف.
وكما يمكن الوصول إلى سيواس عن طريق السكك الحديدية، والتي تصل إلى سيواس، عبر رحلات تنطلق من إسطنبول، وأنقرة، وكارس Kars، وأماسيا Amasya، والكثير من المناطق الأخرى.
وبالتأكيد يمكن الوصول إلى سيواس بالحافلات، حيث هناك رحلات تنطلق بشكل منظم من إسطنبول إلى سيواس، ويأخذ الطريق حوالي 14 ساعة، كما أن هناك رحلات تنطلق من أنقرة.

## المناخ
وكما تتميز المدينة ببرودة طقسها شتاءا، وتوافر العديد من الأماكن، للقيام برياضات منوعة، مثل الركض والتخييم، والتزلج على الثلج في فصل الشتاء، حيث تتمتع سيواس بمناخ قاس نسبيًا، فالشتاء بارد، وتصل درجة الحرارة المئوية إلى ما دون الصفر، وتظل المدينة تحت الثلوج، لمدة تترواح بين 4 و5 أشهر.

## الاقتصاد
تُعدّ مدينةُ سيواس مركزاً تجارياً يربط بين الجهة الشمالية، والجنوبية، والغربية، والشرقية إلى العراق وإيران، وأضاف عليها تطوّرُ السكك الحديدية امتيازاً اقتصادياً، حيثُ تقع ضمن تقاطع العديد من السكك الحديدية المختلفة، كما ترتبط جوياً مع عدّة مناطقَ، وينمو قطاع الصناعة فيها بمنتوجاته المتنوعة، والتي منها القطن، والإسمنت، والمنسوجات الصوفية المتنوعة، كما تُعتبر المدينةُ مصدراً رئيسياً لإنتاج الحبوب، كما تُعتبر من الأراضي الغنية بخام الحديد.
يعتمد اقتصاد سيواس بشكل رئيسي على الزراعة والسياحة.

## معالم سيواس

### مساجد وجوامع
تحتوي سيواس على العديد من الأمثلة الشاهدة على فن العمارة العثمانية والسلجوقية، والذي يعود إلى القرن الثالث عشر. وهي مشهورة أيضا بالمدراس الإسلامية..

#### المسجد الكبير في سيواس Divriği Ulu Cami
بُني هذا المسجد، عام 1228 ميلاديا، وهو من أروع آثار العمارة على الأرض، فقد بني بطريقة تركيب الحجارة كقطع التركيب، دون استخدام طين، ولا أي مادة مثبتة، حيث أن النتوءات في الحجارة، تجعلها تحمل بعضها البعض، وتوجد آلاف الزخارف المختلفة على جدران المسجد، مما جعله مقصدًا للسياح من مختلف دول العالم.

#### مدرسة الأزرق "Mavi Medresesi"
إذ تجد فيها مدرسة الأزرق "Mavi Medresesi"، والتي بنيت منذ عام 1218م، وصورت على وجه الورقة النقدية التركية فئة 500 ليرة، في عام 1927-1939.

#### مدرسة "Sifaiye Medresesi"
وهناك مدرسة "Sifaiye Medresesi"، والتي بنيت منذ عام 1271م، وهي ذات واجهة منحوتة بشكل فني مذهل، وتعد بذلك من بين أبرز المعالم الأثرية في المدينة.

#### الحمام الذي يحتوي على الرصاص "Kurşunlu Hamamı"
وتحتوي المدينة أيضا على بعض النماذج الرائعة من الطراز المعماري العثماني، وأشهرها هو الحمام الذي يحتوي على الرصاص "Kurşunlu Hamamı"، الذي اكتمل بناؤه في عام 1576م، وهو أكبر حمام تركي في المدينة.

#### مركز التسوق Keykavus İzzettin
ولعل Keykavus İzzettin هو مركز التسوق الأكثر شعبية، والأكبر في سيواس.
وأخيرا لا تنسى أن تتذوق هنا الخبز باللحم، Sıla Etli Ekmek. تشتهر سيواس بهذه الأكلة. وإذا أردت أن تشتري تذكارا، فننصحك بشراء السجاد الذي تبدع هذه المنطقة بنسجه.

### المياه المعدنية والسمك الطبي

#### النهر الأحمر
تطل سيواس على النهر الأحمر، Kızılırmak river، الذي يتميز بجماله وروعة الطبيعة من حوله، ويتوجه إليه السكان المحليون والزوار، للاستجمام، وعمل حفلات الشواء.
وكما تعج سيواس بالعيون المعدنية، والتي يمتاز ماؤها بصفة علاجية لأمراض الصدفية، والبهاق، وبطريقة طبية غريبة، حيث يقدم إليها آلاف المرضى، والسياح من أوروبا الشمالية.

## الطب
تحتوي أحواض سيواس المائية على نوع من السمك الصغير الطبيّ، لونه رمادي، يعيش في مياه معدنية، حرارتها ثابتة صيفًا وشتاءً حول 36-37 درجة مئوية، أي مماثلة لحرارة الجسم البشري، وتأكل هذه الأسماك البثور الجلدية، وتنظف الجروح، حتى تخرج الدماء منها، فتتركها فترة، ثم تنظفها أخرى في اليوم التالي، ويتم شفاء هذه الأمراض الجلدية خلال أسبوع واحد.
وقد أشرفت وزارة الصحة التركية على هذه المراكز العلاجية، وأنشأت مجمعًا صحيًا مزودًا بأطباء من جميع الاختصاصات، وتقع هذه المراكز الصحية في مدينة كانكال، التابعة لولاية سيفاس، وقد استغلت هذه المنطقة سياحيًا، حيث انتشرت فيها الفنادق المؤهلة لاستقبال المرضى والسياح من داخل تركيا وخارجها، وتتراوح أسعار تقديم هذه الخدمة للسائحين المحليين والأجانب، ما بين 25 يورو لكل 30 دقيقة، و10 يورو، لكل 20 دقيقة.
والذي لا يصدَّق في صفات هذه الأسماك، أنها لا يمكن أن تعيش إلا في مياه هذه الأحواض ذات الحرارة الثابتة، وقد باءت كل المحاولات من قبل مراكز طبية أوروبية لبناء مثل هذه الأحواض بالفشل، في محاولة لنقل هذه الأسماك لمياه مشابهة لمواصفات مياهها الأصلية، ولكنها تنفق خلال دقائق.
كما أنه بجوار هذه المنطقة العلاجية، هناك مركز يعالج المرضى المصابين (بداء الفيل)، بواسطة لدغات أفاعي غير سامة، لامتصاص مسببات هذا الداء، عن طريق اللدغ لساق المريض، ويتم شفاؤهم خلال أيام.